# Alberga (Eskilstuna)
Alberga is een plaats in de gemeente Eskilstuna in het landschap Södermanland en de provincie Södermanlands län in Zweden. De plaats heeft 410 inwoners (2005) en een oppervlakte van 42 hectare.